# Aylsham
Aylsham est une ville et paroisse civile du district de Broadland dans le comté de Norfolk, en Angleterre. Elle est située au nord de Norwich.
La ville est proche de grands domaines comme Blickling Hall, Felbrigg Hall, Mannington Hall (en) et Wolterton Hall, qui sont d'importantes attractions touristiques locales.
À proximité d'Aylsham se trouve la rivière Bure (en) et le parc national The Broads.